# حديقة كهوف جبل إتنا الوطنية
كهوف جبل إتنا هي حديقة وطنية في ولاية كوينزلاند، أستراليا، 544 كم شمال غرب بريزبن.